# Río Bebrava
El río Bebrava es un río de la región eslovaca de Trenčín, de 47 km de longitud. Nace en las montañas de Strážovské vrchy, cerca de la localidad de Čierna Lehota, y fluye primero hacia el suroeste, girando después de unos 10 km hacia el sur, fluyendo a través de Bánovce nad Bebravou, desembocando finalmente en el río Nitra cerca de Topoľčany. Tiene una cuenca de 631 km².